# Pașalâcul Buda
Pașalâcul Buda (cunoscut și ca Eyaletul, Vilaietul ori Provincia Budin / Buda; în limbile turcă otomană: Eyâlet-i Budin, turca modernă: Budin Eyaleti, maghiară: Budai vilajet, sârbă: Будимски вилајет Budimski vilajet, croată: Budimski vilajet) a fost o unitate administrativă a Imperiului Otoman în Europa Centrală și Balcani. A fost format pe teritoriile pe care Imperiul Otoman le-a cucerit de la Regatul medieval al Ungariei și Despotatul Serbiei. Capitala provinciei a fost orașul Budin (Buda). 
Populația provinciei a fost foarte diversă din punct de vederre etnic și religios: unguri, sârbi, croați, slovaci alte etnii (evrei, romi), creștini (majoritari) și musulmani de diferite etnii (care trăiau în special în orașe). 

## Istoric

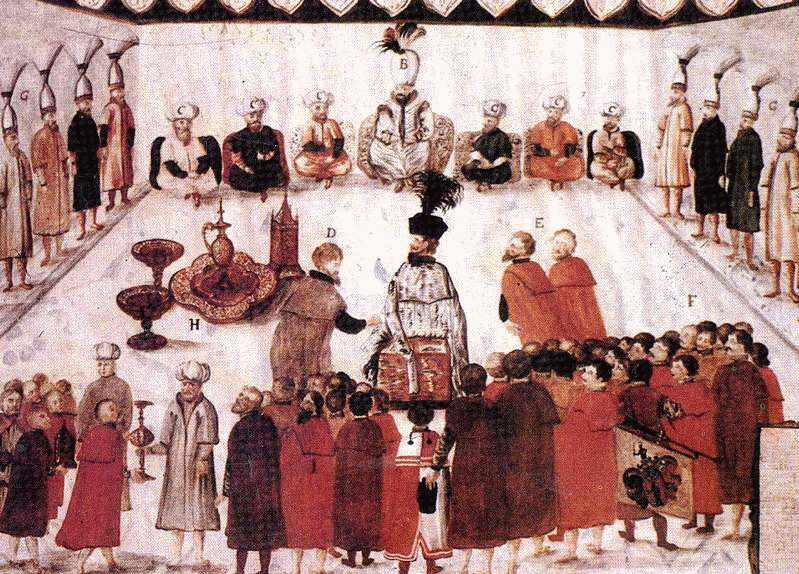
Pașa din Budin primind trimisul sultanului

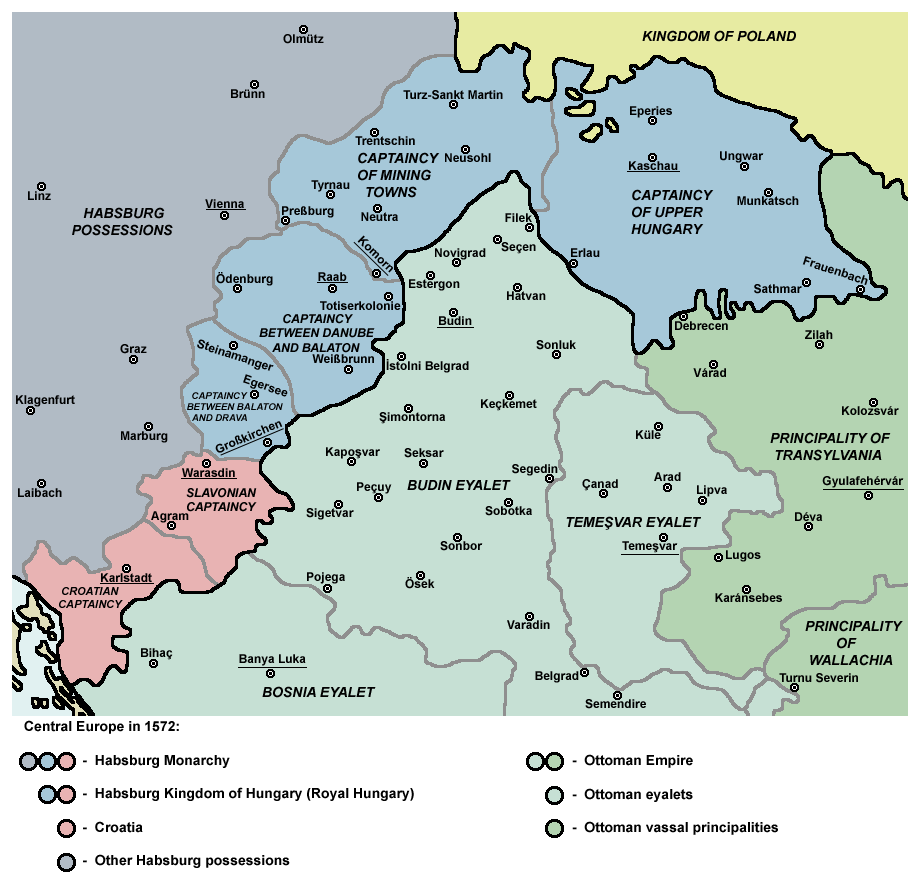
Partea de nord a Eyaletului Budin în 1572

În secolul al XVI-lea, Imperiul Otoman a reușit să cucerească „linia de fortărețe” (végvár) a Regatului Ungariei, principala structură defensivă maghiară. După înfrângerea maghiarilor în Bătălia de la Mohács, regatul s-a cufundat în haos. După atacurile asupra capitalei Buda în 1526 și 1529, Suleiman Magnificul a acceptat să considere Regatul Ungariei drept aliat și vasal și să nu îi anexeze teritoriul la imperiu.
În 1541 însă, Suleiman a hotărât să-și consolideze poziția și să atașeze regiunea orașului Buda la imperiu. După alungarea armatei austriece comandate de Wilhelm von Roggendorf care asediase Buda, otomanii au ocupat capitala Ungariei și orașul de pe celălalt mal al Dunării, Pesta pe 29 august. Sultanul a organizat imediat după cucerirea Budei a primului vilaiet otoman din Europa Centrală cu capitala la Budin (Buda).
În același an, alte orașe ungurești au trecut sub controlul otoman: Szeged, Kalocsa, Szabadka. În anii următori 1543-1544, otomanii au cucerit fortărețele Nógrád, Vác, Fehérvár, Pécs și Siklós, care au fost incorporate în noul vilaiet.
În 1552, Vilaietul Budin a fost extins cu noi teritorii în nord și a fost format noul Vilaiet al Timișoarei. Controlul militar al regiunilor înconjurătoare era asigurat de la Budin.
În anii care au urmat, câștigurile teritoriale ale Imperiului Otoman s-au împuținat, iar Vilaietul Budin nu și-a modificat teritoriul până la Războiul de 15 ani și Pacea de la Zsitvatorok, când otomanii au pierdut teritoriile de la nord de Nógrád. Pe de altă parte, orașele Eğri și Kanije au fost cucerite de otomani în timpul războiului și au fost transformate pentru o scurtă perioadă de timp în sangeacuri.
Teritoriul Vilaietului Budinului a fost redus odată cu formarea vilaieturilor Eğri (1596) și Kanije (1600). Cu toate acestea, Budinul a rămas cea mai importantă provincie otomană din Europa Centrală și cel mai important port strategic la Dunăre .
În secolul al XVII-lea, Kara Mustafa a cucerit teritorii vaste ale Ungariei Regale și ale Principatului Transilvaniei, dar a eșuat în tentativa de cucerire a Vienei în 1683. Acest eșec avea să marcheze începutul declinului gradual al puterii otomane în Europa. Pe 2 septembrie 1686, coaliția antiotomană a recucerit Buda.

## Armata
Conflictele militare apăreau cu regularitate la granița otomano-habsburgică și cereau o permanentă prezență a soldaților în regiune. În perioadele de timp în care sultanul nu era prezent în regiune, postul de comandant suprem al forțelor otomane era asigurat de pașa din Budin. Puterile pașei din Budin se extindea și asupra vilaieturilor Timișoara/Temeșvar (din 1552), Eğri (din 1596), Kanije (din 1600) și Oradea/Varad (din 1600). 
Titlului pașei de Budin i s-a adăugat și cel de mare comandant din 1623. 
Numărul soldaților otomani din provincie în perioada de ocupare a Ungariei este greu de estimat. Există unele documente care atestă faptul că fortificațiile otomane erau apărate de 10.200 de soldați în 1546 și 12.451 de soldați în 1568. În regiune au fost mobilizate și trupele de spahii, dar nu există cifre sigure despre efectivele acestora. Costurile întreținerii unor forțe atât de numeroase au fost o povară mare pentru bugetul provinciei. În 1552, de exemplu, Poarta Otomană a trimis 440.000 de monede din aur pentru întreținerea armatei provinciei.

## Fortărețele
Otomanii au depus eforturi mari pentru întărirea fortificațiilor Budinului. Ei au construit o serie inele de fortificații în jurul Budei și mai multe drumuri strategice spre Viena, pe care urmau să le folosească în atacurile împotriva capitalei Habsburgilor. 
Cele mai importante fortificații din jurul Budinului au fost Esztergom, Székesfehérvár, Vác, Visegrád și Szigetvár.

### Budin
În cei 145 de ani de ocupație otomană, orașul Budin nu a fost transformat într-o fortificație de tip „italian”, care era la modă în acea perioadă. Fortăreața veche a fost lărgită și noi ziduri au fost ridicate, iar o mică fortăreață a fost ridicată pe dealul Gellért.
Castelul din Budin a fost întărit de otomani cu câteva turnuri noi. Ziduri întărite au fost ridicate pe dealul Gellért, în Rózsadomb, Nap-hegy și de-a lungul Dunării. Zudurile castelului însuși au fost întărite, iar circuitele santinelelor au fost refăcute.

## Diviziunile administrative
După 1541, provincia a fost împărțită în mai multe sangeacuri
1. Sangeacul Budin(Buda)
2. Sangeacul Semendire (Smederevo)
3. Sangeacul İzvornik (Zvornik)
4. Sangeacul Vulçetrin (Vučitrn)
5. Sangeacul Pojega (Požega)
6. Sangeacul Mohaç (Mohács)
7. Sangeacul İstolni Belgrad (Székesfehérvár)
8. Sangeacul Segedin (Szeged)
9. Sangeacul Sirem (Syrmia)
10. Sangeacul Kopan (Koppany)
11. Sangeacul Șikloș (Siklos)
12. Sangeacul Peçuy (Pécs)

În 1566, provincia includea următoarele sangeacuri:
1. Sangeacul Budin (Buda)
2. Sangeacul Semendire (Smederevo)
3. Sangeacul Pojega (Požega)
4. Sangeacul Mıhaç (Mohács)
5. Sangeacul İstolni Belgrad (Székesfehérvár)
6. Sangeacul Segedin (Szeged)
7. Sangeacul Sirem (Syrmia)
8. Sangeacul Baboça (Babocsa)
9. Sangeacul Zigetvar (Szigetvar)
10. Sangeacul Peçuy (Pécs)
11. Sangeacul Estergon (Esztergom)
12. Sangeacul Hatvan
13. Sangeacul Filek (Filakovo)
14. Sangeacul Seçen (Szécsény)
15. Sangeacul Sonluk (Szolnok)
16. Sangeacul Șimontorna (Simontornya)
17. Sangeacul Kopan (Koppány)
18. Sangeacul Șikloș (Siklós)
19. Sangeacul Sekçay (Szekszárd)
20. Sangeacul Novigrad (Nograd)
21. Sangeacul Pespirim (Veszprém)

În anul 1600, provincia includea următoarele sangeacuri:
1. Sangeacul Semendire (Smederevo)
2. Sangeacul Sirem (Syrmia)
3. Sangeacul Ráckeve
4. Sangeacul Kopan (Koppány)
5. Sangeacul İstolni Belgrad (Székesfehérvár)
6. Sangeacul Mıhaç (Mohács)
7. Sangeacul Șikloș (Siklós)
8. Sangeacul Seçuy

În 1610, provincia includea următoarele sangeacuri:
1. Sangeacul Budin (Buda)
2. Sangeacul Sirem (Syrmia)
3. Sangeacul Ráckeve
4. Sangeacul Kopan (Koppány)
5. Sangeacul İstolni Belgrad (Székesfehérvár)
6. Sangeacul Mıhaç (Mohács)

Spre sfârșitul administrație otomane din 1699, provincia includea următoarele sangeacuri:
1. Sangeacul Budin (Buda)
2. Sangeacul Sirem (Syrmia)
3. Sangeacul Semendire (Smederevo)
4. Sangeacul Sekçay (Szekszárd)
5. Sangeacul Șimontorna (Simontornya)
6. Sangeacul İstolni Belgrad (Székesfehérvár)
7. Sangeacul Estergon (Esztergom)
8. Sangeacul Mohaç (Mohács)
9. Sangeacul Peçuy (Pécs)